# Parc des Capucins de Nantes
Pour les articles homonymes, voir Parc des Capucins.
Le parc des Capucins est un jardin paysager de la ville de Nantes

## Situation et accès
Il est situé dans le quartier Hauts-Pavés - Saint-Félix.

## Origine du nom
Il porte le nom de l'ancien couvent des capucins. 

## Historique
Le parc, dont l'entrée principale se situe sur son côté nord, rue Noire (un deuxième accès se trouve rue d'Iéna au sud-ouest), est comme son nom l'indique le parc de l'ancien couvent des capucins qui s'y établirent en 1874. Après le départ définitif des religieux, la propriété est cédée à la Ville en 1985. Les bâtiments conventuels abritent depuis 1990 le centre chorégraphique national de Nantes et un centre médico-social, tandis que le parc est ouvert au public le 13 février 1993.
En 2014, un projet de réorganisation du site de la maison des Petites sœurs des pauvres, situé au sud du parc, aboutit après plusieurs années de vicissitudes. Outre la reconstruction des bâtiments qui abritent désormais un établissement d'hébergement pour personnes âgées dépendantes (EHPAD) et l'édification d'immeubles de logements, cette restructuration permettra l'agrandissement du parc des Capucins vers le sud et l'ouverture d'une troisième entrée au sud permettant l'accès depuis la rue Russeil grâce à une coulée verte.
Le réaménagement du parc débute en octobre 2017 par des travaux d'élagage, de plantation et d'arrachage des haies effectués par les jardiniers municipaux. En mars 2018, le parc est fermé pour trois mois afin de finaliser le chantier jusqu’à sa réouverture à la fin du printemps.

## Description
Le parc, ouvert au public et d'une superficie de 0,85 ha, est aménagé selon un ordonnancement classique avec un vaste carré de pelouse au centre, délimité de haies taillées, il est entouré de nombreuses espèces d'arbres centenaires qui étalent leur frondaison au-dessus de la rue : des séquoias à feuilles d'if, des cèdres de l'Atlas, des chênes tauzins, des chênes verts, des chênes lombard, des cormiers, des platanes communs, des marronniers commun, des tilleuls à grandes feuilles, des lauriers, des ifs communs, des sureaux noir…